# Perth Arena
La Perth Arena (conosciuta come RAC Arena per motivi di sponsorizzazione) è un palazzo polisportivo situato nel centro della città australiana di Perth. Si trova lungo Wellington Street, vicino al luogo del precedente Perth Entertainment Centre, ed è stata inaugurata il 10 novembre 2012. L'edificio è la prima costruzione del Perth City Link, un progetto di rinnovamento urbano e di riqualificazione che prevede l'affondamento della Fremantle railway line per collegare il quartiere finanziario della città direttamente con Northbridge.
La Perth Arena è di proprietà di VenuesWest ed è finalizzata ad ospitare le partite casalinghe della squadra di pallacanestro cittadina, i Perth Wildcats. Dal 2013 è anche lo stadio ufficiale della squadra di netball, la West Coast Fever. Nel tennis ha ospitato la competizione a squadre che si svolgeva a inizio anno fino al 2019, la Hopman Cup, tra il 2020 e il 2022 il torneo che la sostituiva: l'ATP Cup, ed infine la United Cup dal 2022 (fine dicembre - inizio gennaio 2023). Il palazzetto è anche utilizzato per concerti musicali.